# Pseudogastromyzon laticeps
Pseudogastromyzon laticeps is een straalvinnige vissensoort uit de familie van steenkruipers (Balitoridae). De wetenschappelijke naam van de soort is voor het eerst geldig gepubliceerd in 1980 door Chen & Zheng.